# Sławomir Sierakowski
Sławomir Witold Sierakowski (prononciation en polonais [swaˈvɔmir ɕɛraˈkɔfskʲi]), né le 4 novembre 1979, est un sociologue et chroniqueur polonais, fondateur et directeur de la revue trimestrielle Krytyka Polityczna et (depuis 2012) de sa déclinaison quotidienne en ligne Dziennik Opinii.

## Biographie
Sławomir Witold Sierakowski a suivi un cursus interdisciplinaire en sciences humaines (pl) (sociologie, philosophie et économie) à l'université de Varsovie, puis sous la direction d'Ulrich Beck à l'Université Louis-et-Maximilien de Munich. Il passe ensuite un doctorat en sociologie, bénéficiant de bourses d'études du ministère polonais de l'Éducation nationale, mais aussi du Collegium Invisibile (pl), de l'Institut Goethe, du DAAD et de la GFPS (pl) ainsi que du German Marshall Fund of the United States. Il séjourne dans des universités européennes comme l'Institut des sciences humaines de Vienne (en allemand : Institut für die Wissenschaften vom Menschen) et des universités américaines comme Princeton, Yale et Harvard et a été invité à Paris par le gouvernement français.
Krytyka Polityczna (en français : Critique politique), n'est pas seulement une revue mais un mouvement intellectuel et think tank se référant aux valeurs de gauche, regroupant en Pologne des intellectuels, des artistes et des militants (avec des antennes en Ukraine, en Allemagne et en Russie). Président depuis 2005 de l'association Stanisław Brzozowski (en polonais : Stowarzyszenia im. Stanisława Brzozowskiego), dont dépendent 5 centres culturels (Varsovie, Gdańsk, Łódź, Cieszyn, Kiev) et 25 clubs locaux, Sławomir Sierakowski est à l'origine de l'Institut d'études avancées de Varsovie (en polonais : Instytut Studiów Zaawansowanych w Warszawie) qu'il préside depuis 2012.
Sławomir Sierakowski collabore à des nombreux journaux comme les quotidiens The New York Times, The Guardian, El País, Haaretz et Die Tageszeitung. En Pologne, il publie notamment dans ses propres organes de presse et dans Gazeta Wyborcza, Polityka, Wprost et l'édition polonaise de Newsweek.
Il est l'initiateur en 2003 d'une Lettre ouverte à l'opinion publique européenne publiée par plusieurs journaux européens dont Le Monde, la Frankfurter Allgemeine Zeitung, Gazeta Wyborcza, Rzeczpospolita, etc.
Il est également présent à la télévision, dans des émissions culturelles (comme Lepsze książki sur TVP Kultura) et politiques (comme Pojedynek avec Rafał A. Ziemkiewicz (en) sur TVP Historia).
Outre la télévision, Sławomir Sierakowski est impliqué dans diverses initiatives de spectacles sur scène ou sur la pellicule comme la création vidéo de l'Israélienne Yael Bartana Mary Koszmary, présentée en première au Centre Pompidou à Paris, dans lequel il interprète un Polonais membre d'un mouvement imaginaire invitant les Juifs ashkénazes à revenir en Pologne.